# Eisenpimmel
Eisenpimmel (littéralement : « pénis de fer ») est un groupe de punk rock satirique allemand, originaire de Duisbourg.

## Biographie
Selon leur biographie officielle, le groupe a déjà été fondé en 1984 et les musiciens portent tous des noms stéréotypés pour des personnes âgées de la région de la Ruhr. Il est d'ailleurs vrai que les membres du groupe ont déjà joué un petit nombre de concerts dans les années 1980 sous le nom Rent a Cow, mais la formation originale n'est réalisée qu'en 1994. En 1995 sort leur premier EP, Füsse hoch, Fernsehn an, Arschlecken!. En 1997, ils publient l'album Bau keine Scheiße mit Bier!.
En 2009, après sept ans de pause et neuf ans après leur dernier album, le groupe publie l'album Füsse hoch, Fernsehn an, Arschlecken!, au label Plastic Bomb Records,. En juillet 2010, la réédition de leur EP Komm mal lecker unten bei mich bei est annoncée à 300 exemplaires en format vinyle rouge. Il en sera de même en 2011 pour leur album Alte Kacke (originellement publié en 1996), avec 200 exemplaires au label Plastic Bomb Records. En 2016, le groupe publie son nouvel album, Füße hoch, Fernsehn an, Arschlecken. Le 12 novembre 2016, ils joueront un concert à Hanovre.

## Style musical et image
Le groupe est connu pour son style satirique et ironique. Le but de la formation du groupe était de créer un groupe satirique qui jouait beaucoup sur la mauvaise réputation et les clichés du punk. Des sujets simples et stéréotypés comme l'alcoolisme, le sexe et la violence sont omniprésents dans les chansons du groupe. En plus de cela, les paroles sont écrites et chantées dans un accent de niveau bas et asocial, mais typique pour le cliché de la région, garni avec beaucoup de fautes d'orthographes et avec de mauvaises constructions de phrase. De temps en temps, leurs chansons n'ont même aucun sens et sont interprétées d'une manière qui fait croire que les membres du groupe a trop bu et trop consommé de drogues. Le groupe cite ou fait également souvent allusion à d'autres groupes dans leurs paroles, comme par exemple à Ton Steine Scherben pour honorer leurs idoles et leurs propres racines.
Malgré leurs textes et leurs attitudes satiriques et « anti-populaires », leur style musical est assez élaboré et diversifié pour un simple groupe de punk, traitant des styles comme le schlager ou le rockabilly et employant de temps en temps des instruments acoustiques et des musiciens ou chanteurs invités. Leur idéologie et leur style est comparable à celui du groupe Die Kassierer ; leur chanteur tournera une vidéo satirique de leur chanson Füße hoch, Fernsehn an, Arschlecken, chanson titre de l'album sorti en 2009.
Pour manifester leur attitude « anti-populaire », le groupe s'écarte des médias et de la presse dès le début pour rester un petit projet satirique et un groupe de l'underground. Pour ironiser cette attitude, ils cachent même leurs identités et envoient des amis, et souvent même des clochards ou des fans, aux interviews qui ont interprété leurs rôles et dit n'importe quoi aux journalistes. Ils autoriseront et soutiendront également des groupes qui ont fait des concerts sous leur pseudonyme sous condition que le groupe interprète uniquement les chansons d'Eisenpimmel, et non leurs propres œuvres. Ainsi, un des pseudo-groupes a même connu un succès avec une reprise de la chanson Komm mal lecker unten bei mich bei dans une radio et télévision régionale et un autre groupe a même fait une série de concerts à travers tout le pays sous le nom du groupe avant que le véritable groupe ait eu ces moyens et ces succès. Après un certain temps, les vrais musiciens du groupe ont par contre décidé de mettre un terme à ce projet et cette attitude, car trop de mensonges et fausses légendes ont été créés autour du groupe et ont risqué de falsifier leurs attitudes et idéologies originales.
Le groupe est critiqué de ne pas être politique et de ne pas se prononcer contre le mouvement de droite en Allemagne, et c'est le seul point de critique envers lequel le groupe a réagi en écrivant une chanson anti-nazi typique pour le genre qui s'appelle Gib dem Kind wat auf die Fresse. En 2002, quatre hommes venant de Lunebourg accuseront le groupe de ridiculiser et détruire l'image du sexe masculin avec des chansons sexistes, mais cette accusation n'a pas mené à un procès juridique. Tom Tonk, membre du groupe, écrit et publie un magazine pour fans et écrit régulièrement pour des magazines de musique punk depuis un certain temps en annulant ainsi l'ancienne attitude « anti-populaire » un peu. Il a même professionnellement publié deux livres sur la musique punk en Allemagne.

## Discographie
- 1994 : Dicke Eier Weihnachtsfeier
- 1995 : Komm mal lecker unten bei mich bei (EP)
- 1996 : Alte Kacke
- 1997 : Bau keine Scheiße mit Bier!
- 1998 : Anarchistische Pogo-Partei Deutschlands Hit-Mix
- 1998 : Die 10 Gebote des Punk (Erstes Gebot: Du sollst nicht ketzen gegen Gott sein Fanclub!)
- 1999 : Die 10 Gebote des Punk (Zweites Gebot: Du sollst nicht rumlaufen wie der letzte Lulli!)
- 2000 : Sexmaschinen tanken Super
- 2000 : Befreit Abbu Bimbel
- 2002 : Liebesglocken grüßen dich (Alte Kacke II)
- 2009 : Füße hoch, Fernsehn an, Arschlecken!
- 2016 : Viva La Nix!
- 2016 : Sedlmeir/Eisenpimme (split)

## Membres
- Siggi - chant
- Bärbel - chant
- Addi - guitare
- Karl - basse
- Wolle - batterie